# Тангэ, Сакура
Сакура Тангэ (яп. 丹下桜 Тангэ Сакура, 24 марта, 1973, префектура Айти) — японская сэйю, певица, поэт-песенник.
Начала карьеру сэйю в 1993 году. Первый фильм с участием Сакуры Тангэ — «Мальчик-ниндзя Рантаро».
Сакура Тангэ занималась озвучиванием аниме, радиошоу, компьютерных игр и прямых трансляций. Сакура Тангэ работала в Aoni Production и Konami. В 2000 году прекратила работать над озвучиванием, но в сентябре 2009 года объявила о своем возвращении к роли актрисы озвучивания аниме
Кроме озвучивания Сакура Тангэ также записывала музыку под несколькими псевдонимами: Little Seraph, Angelic Alice, Angel и Sakura.

## Позиции в Гран-при журнала Animage
- 1999 год — 3-е место в Гран-при журнала Animage, в списке лучших сэйю[3];
- 2000 год — 2-е место в Гран-при журнала Animage, в списке лучших сэйю[4];
- 2001 год — 2-е место в Гран-при журнала Animage, в списке лучших сэйю[5]

## Роли в аниме
- 1994 год — Ослепительная Грязная Парочка (Саори);
- 1994 год — Мальчик-мармелад (Судзу Сакума);
- 1995 год — Romeo no Aoi Sora (Анита);
- 1995 год — Миюки в Стране Чудес (Юри);
- 1996 год — Fire Emblem (Шеда);
- 1996 год — Дебют Детективного подразделения[6] (Рэйка Сю);
- 1996 год — Burn Up W (Лилика);
- 1996 год — Гамельнский скрипач — Фильм (Принцесса Берилайн);
- 1996 год — Maze Bakunetsu Jikuu OVA (Принцесса Милл);
- 1997 год — Flanders no Inu (Алоиз);
- 1997 год — Maze Bakunetsu Jikuu TV (Принцесса Милл);
- 1997 год — B't X Neo (Лили);
- 1997 год — Ангелы Вуги OVA-1 (Миди);
- 1997 год — Burn Up! Excess (Лилика);
- 1998 год — Android Ana Maico 2010 (Майко);
- 1998 год — Сакура — собирательница карт (ТВ) (Сакура Киномото);
- 1998 год — Гасараки (Сунао Мурай);
- 1999 год — Ангелы Вуги OVA-3 (Миди);
- 1999 год — Я стану ангелом! (Муза);
- 1999 год — Melty Lancer: the animation (Анжела);
- 1999 год — Трепещущие воспоминания OVA-1 (Минори Акихо);
- 1999 год — Inuki Kanako Zekkyou Collection: Gakkou ga Kowai! (Тёко);
- 1999 год — Сакура — собирательница карт (фильм первый) (Сакура Киномото);
- 1999 год — Бесконечное путешествие корабля Ривиас (Кодзуэ Идзуми);
- 1999 год — Trouble Chocolate (Хинано);
- 2000 год — Сакура - собирательница карт: Предоставьте это Кэро (Сакура Киномото);
- 2000 год — Сакура — собирательница карт (фильм второй) (Сакура Киномото);
- 2009 год — Anyamaru Tantei Kiruminzuu (Канон Хатори);
- 2011 год — Жаркие деньки (ТВ) (сезон первый) (Виола);
- 2012 год — Акварион (ТВ) (Крея);
- 2012 год — Кой-Кэн: Кружок в поисках настоящей любви (Хотару Ямабуки);
- 2012 год — Жаркие деньки (сезон второй) (Виола);
- 2012 год — Maji de Otaku na English! Ribbon-chan (Риббон);
- 2013 год — Maji de Otaku na English! Ribbon-chan The TV (Риббон);
- 2013 год — Гатчамен: Общество (Президент Экс);
- 2014 год — Duel Masters Versus (Лулу Такигава);
- 2014 год — Если бы я сломал её флаг (Мэй);
- 2014 год — Girl Friend (Kari) (Хлоя Лемер);
- 2015 год — Duel Masters Versus Revolution (Лулу Такигава);
- 2015 год — Гатчамен: Общество - Озарение (Президент Экс);
- 2016 год — Duel Masters Versus Revolution Final (Лулу Такигава);
- 2016 год — Girl Friend (Onpu) (Хлоя Лемер);
- 2017 год — Судьба: Апокриф (Ассасин Чёрных);
- 2017 год — Сакура - собирательница карт OVA (Сакура Киномото);
- 2018 год — Сакура - собирательница карт (ТВ-2) (Сакура Киномото);
- 2018 год — Судьба: Дополнение (Сэйбер);
- 2018 год — Мастера меча онлайн: Алисизация (Кардинал);
- 2021 год — Судьба: Великий карнавал (Джек Потрошитель);
- 2021 год — Судьба: Великий карнавал (Неро);
- 2022 год — Связь принцесс! Новое погружение (ТВ-2) (Илия);
- 2023 год — Не люблю боль, поэтому собираюсь вложить всё в защиту (ТВ-2) (Дорадзо)